# Konrad von Fußesbrunnen
Konrad von Fußesbrunnen (fl. XII secolo) è stato un poeta della Bassa Austria, vissuto alla fine del XII secolo.

## Biografia
È stato membro di una dinastia libera nobiliare che viveva nell'odierna Feuersbrunn (comune di Grafenwörth, Bassa Austria) (figlio di Gerung von Fußesbrunnen) tra il 1182 e il 1187.
È l'autore dell'opera „Die Kindheit Jesu“, scritta in 3000 versi dalla coppia di rime dell'Alta Germania centrale. Secondo il prologo, egli era già autore secolare (cfr. 82-90), ma questi testi non ci sono pervenuti oggi.
L'autore Konrad von Fußesbrunnen è citato di nuovo nel Wilhelm von Orlens da Rudolf von Ems. Altri dati biografici non sono noti.
Konrad von Fußesbrunnen è stato considerato (con argomentazioni puramente speculative) come l'autore del "Nibelungenlied", ma questo non è mai stato seriamente discusso negli studi tedeschi.